# Politique dans le département des Vosges
Le département français des Vosges est un département créé le 4 mars 1790 en application de la loi du 22 décembre 1789, à partir principalement des anciennes provinces de Lorraine et de Bar. Les 507 actuelles communes, dont presque toutes sont regroupées en intercommunalités, sont organisées en 17 cantons permettant d'élire les conseillers départementaux. La représentation dans les instances régionales est quant à elle assurée par 13 conseillers régionaux. Le département est également découpé en 4 circonscriptions législatives, et est représenté au niveau national par quatre députés et deux sénateurs. 

## Représentation politique et administrative

### Préfets et arrondissements

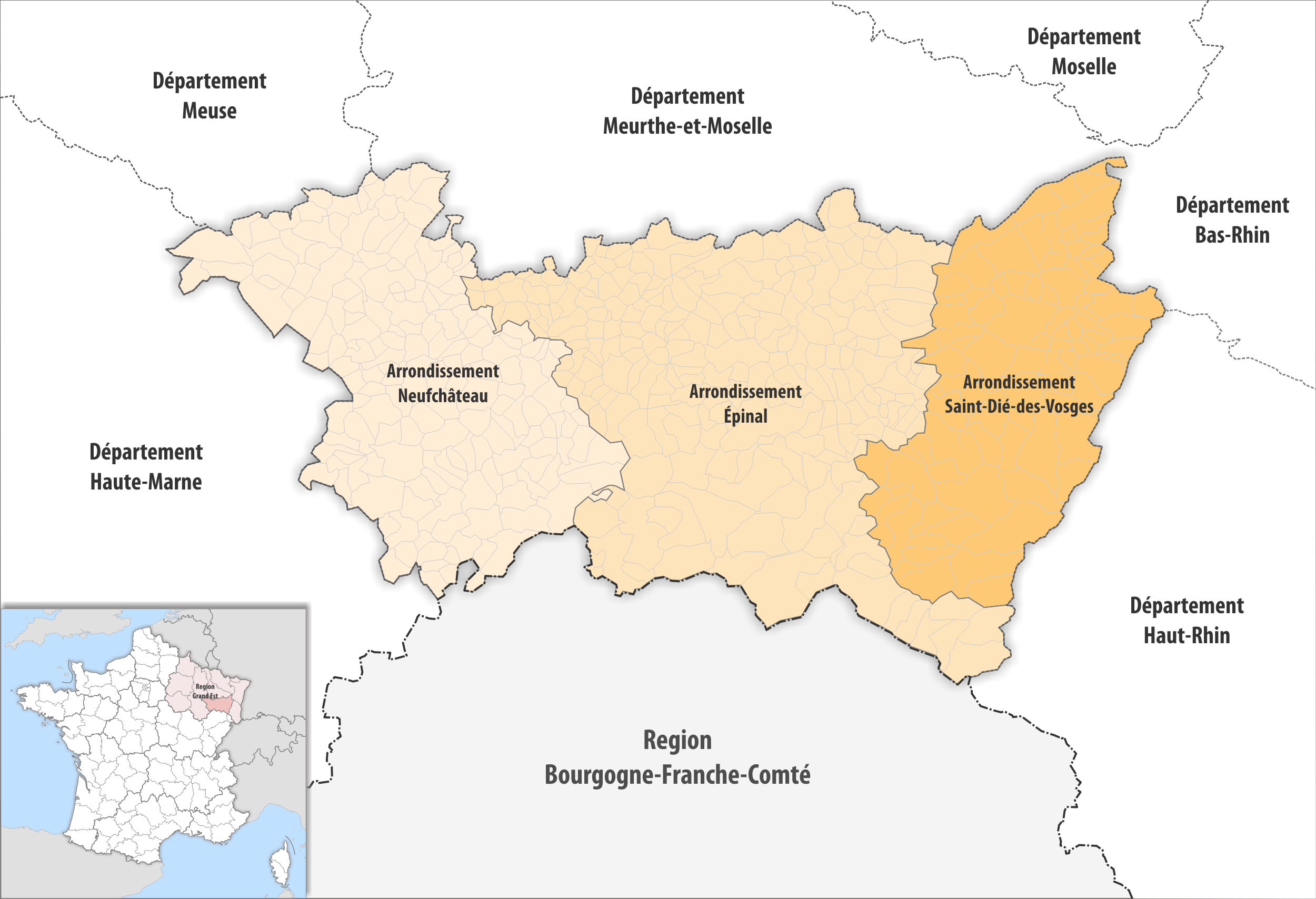
Arrondissements

La préfecture des Vosges est localisée à Épinal. Le département possède en outre deux sous-préfectures à Neufchâteau et Saint-Dié-des-Vosges. Jusqu'en 1926, deux sous-préfectures supplémentaires étaient situées à Mirecourt et Remiremont.

### Députés et circonscriptions législatives

Circonscriptions et affiliations à l'issue des élections de 2024.

| Circ. | Nom                 |  | Parti | Groupe                                           | Suppléant            |
| ----- | ------------------- |  | ----- | ------------------------------------------------ | -------------------- |
| 1re   | Stéphane Viry       |  | DC-LR | Libertés, indépendants, outre-mer et territoires | Cédric Haxaire       |
| 2e    | Gaëtan Dussausaye   |  | RN    | Rassemblement national                           | Geoffrey Mourey      |
| 3e    | Christophe Naegelen |  | UDI   | Libertés, indépendants, outre-mer et territoires | Thomas Gion          |
| 4e    | Sébastien Humbert   |  | RN    | Rassemblement national                           | Christophe Alexandre |

### Sénateurs
| Nom              |  | Parti | Groupe           | Autres mandats (passés ou actuels) |
| ---------------- |  | ----- | ---------------- | ---------------------------------- |
| Daniel Gremillet |  | LR    | Les Républicains |                                    |
| Jean Hingray     |  | LC    | Union centriste  |                                    |

### Conseillers départementaux

Cantons et affiliations à l'issue des élections de 2021.

| Canton                 | Conseillers sortant         | Parti | Parti | Conseillers élus            | Parti | Parti |
| ---------------------- | --------------------------- | ----- | ----- | --------------------------- | ----- | ----- |
| La Bresse              | Jérôme Mathieu              |       | LR    | Jérôme Mathieu              |       | LR    |
| La Bresse              | Brigitte Vanson             |       | LR    | Brigitte Vanson             |       | LR    |
| Bruyères               | Bernadette Poirat           |       | PS    | Bernadette Poirat           |       | PS    |
| Bruyères               | Christian Tarantola         |       | PS    | Christian Tarantola         |       | PS    |
| Charmes                | Martine Boulliat            |       | DVD   | Martine Boulliat            |       | DVD   |
| Charmes                | Robert Colin                |       | DVD   | Éric Jacoté                 |       | DVC   |
| Darney                 | Alain Roussel               |       | DVD   | Alain Roussel               |       | DVD   |
| Darney                 | Carole Thiébaut-Gaudé       |       | DVD   | Carole Thiébaut-Gaudé       |       | DVD   |
| Épinal-1               | Ghislaine Jeandel-Ballongue |       | LR    | Ghislaine Jeandel-Ballongue |       | LR    |
| Épinal-1               | Yannick Villemin            |       | DVD   | Yannick Villemin            |       | DVD   |
| Épinal-2               | Régine Begel                |       | LR    | Régine Begel                |       | LR    |
| Épinal-2               | Benoît Jourdain             |       | LR    | Benoît Jourdain             |       | LR    |
| Gérardmer              | Gilbert Poirot              |       | DVG   | Thomas Gion                 |       | DVD   |
| Gérardmer              | Jacqueline Valentin         |       | DVG   | Elisabeth Klippel           |       | DVD   |
| Golbey                 | Raphaëla Canteri            |       | DVD   | Dominique Marquaire         |       | UDI   |
| Golbey                 | Dominique Momon             |       | DVD   | Stéphane Viry               |       | LR    |
| Mirecourt              | Nathalie Babouhot           |       | LR    | Nathalie Babouhot           |       | LR    |
| Mirecourt              | Guy Sauvage                 |       | LR    | Guy Sauvage                 |       | LR    |
| Neufchâteau            | Dominique Humbert           |       | DVD   | Dominique Humbert           |       | DVD   |
| Neufchâteau            | Simon Leclerc               |       | LR    | Simon Leclerc               |       | LR    |
| Raon-l'Étape           | Benoît Pierrat              |       | MR    | Benoît Pierrat              |       | MR    |
| Raon-l'Étape           | Roseline Pierrel            |       | DVC   | Roseline Pierrel            |       | DVC   |
| Remiremont             | Valérie Jankowski           |       | LR    | Valérie Jankowski           |       | LR    |
| Remiremont             | François Vannson            |       | LR    | François Vannson            |       | LR    |
| Saint-Dié-des-Vosges-1 | Martine Gimmillaro          |       | DVD   | Claude Bourdon              |       | DVD   |
| Saint-Dié-des-Vosges-1 | William Mathis              |       | DVD   | William Mathis              |       | DVD   |
| Saint-Dié-des-Vosges-2 | Roland Bedel                |       | DVD   | Stéphane Demange            |       | MR    |
| Saint-Dié-des-Vosges-2 | Caroline Privat-Mattioni    |       | DVD   | Caroline Privat-Mattioni    |       | DVD   |
| Le Thillot             | Catherine Louis             |       | DVD   | Catherine Louis             |       | DVD   |
| Le Thillot             | Dominique Peduzzi           |       | DVD   | Dominique Peduzzi           |       | DVD   |
| Le Val-d'Ajol          | Philippe Faivre             |       | DVD   | Véronique Marcot            |       | DVD   |
| Le Val-d'Ajol          | Véronique Marcot            |       | DVD   | Thomas Vincent              |       | DVD   |
| Vittel                 | Luc Gerecke                 |       | UDI   | Sandrine Patard             |       | DVD   |
| Vittel                 | Claudie Pruvost             |       | DVD   | Fanck Perry                 |       | LR    |

### Conseillers régionaux
Présidence : Jean Rottner (Haut-Rhin)
|            | Parti | Siège |
| ---------- | ----- | ----- |
| Majorité   |       |       |
|            | LR    | 8     |
| Opposition |       |       |
|            | RN    | 3     |
|            | EELV  | 1     |
|            | PS    | 1     |

### Maires

Carte des 507 communes des Vosges au 1er janvier 2022.

| Commune                      | Maire                   |  | Parti | Élection | Population |
| ---------------------------- | ----------------------- |  | ----- | -------- | ---------- |
| Épinal                       | Patrick Nardin          |  | ex-LR | 2020     | 32 285     |
| Saint-Dié-des-Vosges         | Bruno Toussaint         |  | LR    | 2022     | 19 319     |
| Golbey                       | Roger Alémani           |  | SE    | 2013     | 8 849      |
| Thaon-les-Vosges             | Cédric Haxaire          |  | HOR   | 2020     | 8 513      |
| Gérardmer                    | Stessy Speissmann Mozas |  | PS    | 2014     | 7 833      |
| Remiremont                   | Jean-Benoît Tisserand   |  | DVD   | 2020     | 7 611      |
| Neufchâteau                  | Simon Leclerc           |  | LR    | 2008     | 6 580      |
| Raon-l'Étape                 | Benoît Pierrat          |  | PRV   | 2014     | 6 061      |
| Rambervillers                | Claude Bourdon          |  | SE    | 2024     | 5 045      |
| Vittel                       | Franck Perry            |  | LR    | 2017     | 4 793      |
| Mirecourt                    | Yves Séjourné           |  | DCD   | 2014     | 4 782      |
| Charmes                      | Raphaël Michelet        |  | SE    | 2023     | 4 557      |
| La Bresse                    | Maryvonne Crouvezier    |  | DVD   | 2019     | 4 041      |
| Saint-Nabord                 | Jean-Pierre Calmels     |  | DVD   | 2020     | 3 993      |
| Vagney                       | Didier Houot            |  | DVD   | 2014     | 3 878      |
| Le Val-d'Ajol                | Thomas Vincent          |  | DVD   | 2023     | 3 861      |
| Saint-Étienne-lès-Remiremont | Michel Demange          |  | DVD   | 2008     | 3 809      |
| Rupt-sur-Moselle             | Stéphane Tramzal        |  | DVD   | 2008     | 3 497      |
| Anould                       | Jacques Hestin          |  | DVD   | 1997     | 3 301      |
| Le Thillot                   | Isabelle Canonaco       |  | DVD   | 2023     | 3 257      |
| Chantraine                   | Marc Barbaux            |  | DVC   | 2020     | 3 177      |
| Éloyes                       | André Jacquemin         |  | DVD   | 2014     | 3 099      |
| Cornimont                    | Marie-Josèphe Clément   |  | DVG   | 2014     | 3 045      |
| Moyenmoutier                 | Jean Hirli              |  | SE    | 2020     | 3 037      |
| Contrexéville                | Luc Gerecke             |  | DVD   | 2014     | 3 019      |